# إندري سالجو
'إندري سالجو (11 ديسمبر 1913 – 1945)، لاعب كرة يد مجري تنافس في الألعاب الأولمبية الصيفية لعام 1936 .
وهو جزء من فريق كرة اليد المجري، الذي احتل المركز الرابع في البطولة الأولمبية. لعب ثلاث مباريات.

## روابط خارجية
- إندري سالجو على موقع أوليمبيديا (الإنجليزية)
- إندري سالجو على موقع اللجنة الأولمبية المجرية (الهنغارية)